# 钟水乡
钟水乡原属湖南省嘉禾县下辖乡镇。2012年4月撤销，撤销时，城关镇、钟水乡、石羔乡、莲荷乡成建制合并设立珠泉镇。撤销前，钟水乡下辖钟水社区、水冲村、新麻地村、沙仁村、罗家村、杨梅村、西车村、茂林村、白石塘村、大路村、坦塘村、马托村、湘溪村、上泥田村、爻山村共计14行政村1社区。